# Higinio Morínigo
Higinio Morínigo Martínez (ur. 11 stycznia 1897 w Paraguarí, zm. 27 stycznia 1983 w Asunción) – paragwajski generał i polityk, prezydent kraju od 7 września 1940 do 3 czerwca 1948.
Zasłużył się w wojnie z Boliwią o Chaco. W 1939 został ministrem spraw wewnętrznych, a w 1940 – ministrem wojny. Jako prezydent sprawował rządy dyktatorskie aż do ustąpienia na skutek nacisków armii oraz partii Colorado. Umocnieniu jego władzy, której kres położył generał Alfredo Stroessner, służyło m.in. wsparcie ze strony argentyńskiego dyktatora Juana Domingo Peróna, wysyłającemu do Morinigo dostawy broni.